# Ultima traccia: Berlino
Ultima traccia: Berlino (Letzte Spur Berlin) è una serie televisiva tedesca trasmessa dal 20 aprile 2012 sul canale ZDF.
In Italia, la serie va in onda dal 19 giugno 2017 su Rai 2. 

## Trama
La serie è ambientata a Berlino in un'unità fittizia della capitale tedesca chiamata LKAS che funziona in modo indipendente, tenta di chiarire la sorte delle persone scomparse di recente; l'ispettore capo Oliver Radek, la detective Mina Amiri e il commissario Sandra Reiß formano una squadra di investigatori.

## Personaggi e interpreti

### Principali
- Oliver Radek (stagione 1-in corso), interpretato da Hans-Werner Meyer, doppiato da Francesco Prando
Ispettore capo
- Mina Amiri (stagione 1-in corso), interpretata da Jasmin Tabatabai, doppiata da Laura Lenghi
Detective
- Alexander von Tal (stagione 7-in corso), interpretato da Aleksandar Radenkovic, ispettore capo che sostituisce Mark dall'episodio 67
- Lucy Elbe (stagione 5-in corso), interpretata da Josephin Busch, doppiata da Federica De Bortoli
Ispettore

### Ricorrenti
- Sandra Reiß (stagione 1-5), interpretata da Susanne Bormann, doppiata da Chiara Gioncardi
Commissario se ne va perché vuole un nuovo inizio nella sua vita
- Daniel Prinz (stagione 1-4), interpretato da Florian Panzner, doppiato da Alessandro Quarta
Commissario capo licenziamento per appropriazione indebita di denaro sequestrato
- Caroline Haffner (stagione 3-4), interpretata da Julia Thurnau, doppiata da Angela Brusa
Ispettore viene trasferita
- Mark Lohmann (stagione 4-in corso), interpretato da Bert Tischendorf, doppiato da Stefano Crescentini
Commissario capo lascia per ricevere un trattamento ospedaliero dopo il tentativo di suicidio

## Episodi
| Stagione             | Episodi | Prima TV Germania | Prima TV Italia |
| -------------------- | ------- | ----------------- | --------------- |
| Prima stagione       | 6       | 2012              | 2017            |
| Seconda stagione     | 12      | 2013              | 2017            |
| Terza stagione       | 12      | 2014              | 2017            |
| Quarta stagione      | 12      | 2015              | 2017            |
| Quinta stagione      | 11      | 2016              | 2017-2018       |
| Sesta stagione       | 12      | 2017              | 2019            |
| Settima stagione     | 12      | 2018              | 2022            |
| Ottava stagione      | 12      | 2019              | inedita         |
| Nona stagione        | 13      | 2020              | inedita         |
| Decima stagione      | 12      | 2021              | inedita         |
| Speciali             | 2       | 2021              | inedita         |
| Undicesima stagione  | 12      | 2022              | inedita         |
| Dodicesima stagione  | 12      | 2023              | inedita         |
| Tredicesima stagione | 12      | 2024              | inedita         |

## Distribuzione in Italia
La programmazione viene interrotta alla fine della sesta stagione con la messa in onda del dodicesimo episodio il 19 agosto 2019. La programmazione viene ripresa con la messa in onda della settima stagione dal 12 febbraio 2022.